# Crave (dal)
A Crave az amerikai énekesnő Madonna és az amerikai rapper Swae Lee közös dala, amely Madonna tizennegyedik, Madame X című stúdióalbumának második kimásolt kislemezeként jelent meg 2019. május 10-én. A dalt Madonna, Lee, és Starrah írták, a produceri munkálatokat pedig Madonna, Billboard, és Mike Dean végezték.

## Előzmények
Madonna a 2019-es Billboard Music Awards díjkiosztón úgy nyilatkozott, hogy az egyik dal, mely az albumon szerepel a vágyról szól, melyet egy férfival fog közösen énekelni.

## Kompozíció
A "Crave" egy közepes tempójú pop ballada, melyet akusztikus gitárral adnak elő, fűszerezve Madonna énekével, taps ütemmel.

## Kritikák
A Rolling Stone kritikusa "éles" pop dalnak nevezte a felvételt. A New Music Express (NME) pedig a lisszaboni tradicionális Fado zenéjéhez hasonlította a dalt, mely kicsit olyan, mint az 1989-es Like a Prayer album, azonban mégsem az. Az Idolator blog vezetője, Mike Wass egy könnyed mid-tempójú dalnak nevezte a Madame X kislemezt, melyet a 2008-as Hard Candy című albumhoz hasonlít, azonban ez hangosabb és romantikusabb.

## Megjelenések
| Ország                    | Dátum           | Formátum                     | Label              |
| ------------------------- | --------------- | ---------------------------- | ------------------ |
| Világszerte               | 2019. május 10. | Digitális letöltés streaming | Interscope Records |
| Amerikai Egyesült Államok | 2019. május 20. | Hot/Modern/AC radio          | Interscope Records |

## Videóklip
A dalhoz tartozó videóklipet Nuno Xico rendezte, és 2019. május 22.-én volt a bemutatója.
A klipben Madonna szeretne egy szeretőt, melyről úgy érzi, hogy veszélyes dolog, majd szerelmes galambokat küld Swae Lee-hez, majd végül egyre több galamb jelenik meg. Végül összeérnek kezeik, mely mozdulat Michelangelo Ádám teremtésének freskójára emlékeztet.

## Slágerlistás helyezések
A szám az Egyesült Államok Adult Contemporary slágerlistáján debütált a 19.  helyen 2019. június 8-án. A Ghosttown című 2015-ös kislemez szintén ugyanezen helyről debütált, mely a Rebel Heart albumon található.

## Slágerlista
| Slágerlista (2019)                                       | Legjobb helyezések |
| -------------------------------------------------------- | ------------------ |
| Franciaország (SNEP)                                     | 23                 |
| Magyarország (Single Top 40)                             | 38                 |
| Skócia(Official Charts Company)                          | 64                 |
| Svédország (Sverigetopplistan)                           | 19                 |
| Egyesült Királyság (Official Charts Company)             | 49                 |
| Amerikai Egyesült Államok (Adult Contemporary) Billboard | 15                 |